# Etsuhoa severtzovi
Etsuhoa severtzovi är en tvåvingeart som beskrevs av Marikovskij 1969. Etsuhoa severtzovi ingår i släktet Etsuhoa och familjen gallmyggor. Inga underarter finns listade i Catalogue of Life.